# Ernesto Augusto II de Hannover
Ernesto Augusto II de Hannover, duque de York y Albany, príncipe-obispo de Osnabrück, KG (Osnabrück, 17 de septiembre de 1674 - Ibídem, 14 de agosto de 1728) fue un príncipe de la casa de Hannover.

## Biografía
Ernesto Augusto era el hijo menor de Ernesto Augusto de Brunswick-Luneburgo, elector de Brunswick-Luneburgo, y de la princesa Sofía del Palatinado. Era un hermano menor del rey Jorge I de Gran Bretaña, elector de Hannover.
El 3 de julio de 1716, fue nombrado caballero de la Insigne Orden de la Jarretera y dos días después, duque de York y Albany y conde de Úlster. A diferencia de sus cuatro hermanos mayores, nunca se resistió a la decisión del padre en 1684, desde la herencia hasta la primogenitura , y por lo tanto mantuvo una buena relación con su hermano mayor.
Ernesto Augusto fue de 1716 a 1728 príncipe obispo gobernante de Osnabrück. En Hilter, en el bosque de Teutoburgo, promovió la minería del carbón.
Ernesto Augusto permaneció soltero. Su correspondencia con Johann Franz von Wendt (1678-1740), el padre de Amalie Sophie von Wallmoden, fue interpretada como prueba de una relación homosexual.
Ernesto Augusto murió un año después de su hermano real, como este en el castillo de Osnabrück, y también fue enterrado en la capilla de Leineschloss en Hannover. El sarcófago fue transferido al mausoleo de Welfen en el Berggarten en Herrenhausen después de la Segunda Guerra Mundial, junto con el de su hermano Jorge I y los de sus padres.
- Datos: Q655521
- Multimedia: Ernest Augustus, Duke of York and Albany / Q655521